# Pieczęć stanowa Massachusetts

Pieczęć stanowa Massachusetts

Głównym motywem pieczęci stanowej Massachusetts jest godło obowiązujące od XVII wieku. Przedstawia Indianina trzymającego łuk i strzały. Gwiazda reprezentuje Wspólnotę Massachusetts. Jako dewizę stanu miejscowy parlament przyjął w 1775 roku drugi wers z dwuwiersza angielskiego patrioty Algernona Sydneya (napisany ok. 1659 roku). Miało to być przesłanie do Anglii: Mieczem szukamy pokoju, lecz pokój jest tylko w wolności. Klejnot herbowy - rękę zbrojną trzymającą szablę, dodano w 1780 roku.
Sigillum Reipublicae Massachusettensis znaczy po łacinie: Pieczęć Republiki Massachusetts